# Tulun
Tulun (russisk: Тулун, tr. Tulun) er en by i Irkutsk oblast, Sibiriske føderale distrikt i Den Russiske Føderation omkring 400 kilometer nordvest for oblastens administrative center, Irkutsk. Byen har 38.440(2021) indbyggere og blev grundlagt i 1735 .

## Geografi
Tulun ligger ved floden Iya, nord for den østlige del af Sajanbjergene. Tulun er en stationsby på den Den transsibiriske jernbane, 4795 kilometer fra Moskva.

## Historie
Tulun blev grundlagt i 1735 . Efter konstruktionen af den transsibiriske jernbane i staten af 1900-tallet voksede byen hurtigt til et vigtigt regionalt handelsknudepunkt.

### Indbyggerudvikling
| År   | Indbyggertal |
| ---- | ------------ |
| 1897 | 2.000        |
| 1926 | 6.000        |
| 1939 | 28.198       |
| 1959 | 41.783       |
| 1970 | 49.440       |
| 1979 | 51.770       |
| 1989 | 52.903       |
| 2002 | 51.848       |
| 2010 | 44.611       |

Note: Data fra folketællinger (til 1926 afrundet)

## Økonomi
Tulun er et vigtigt center for kul- og tømmerindustrien. I nærheden ligger dagbruddene Aseiski (Азейский) og Tulunski (Тулунский) hvor der udvindes brunkul, og der er et hydrolyseværk i byen.